# Oenanthe fistulosa
Oenanthe fistulosa — вид трав'янистих рослин родини окружкові (Apiaceae), поширений у центральній і західній Європі, західній Азії, заході Північної Африки.

## Опис
Багаторічна трав'яниста рослина заввишки від 30 до 60, рідко до 90 сантиметрів. Має від веретеноподібної до яйцюватої форми бульби. Стебла смугасті, порожні, тонкостінні і часто стискаються на вузлі. Прикореневі листки ≈22 х 5 см, від простих до подвійно перистих. Стеблові листки перисторозсічені з лінійно-ланцетними вузькими нерозділеними частками. Плід довжиною від 3 до 4 міліметрів, циліндричний або конічний. 2n = 22.

## Поширення
Поширення: центральна й західна Європа, західна Азія, захід Північної Африки.

## Галерея

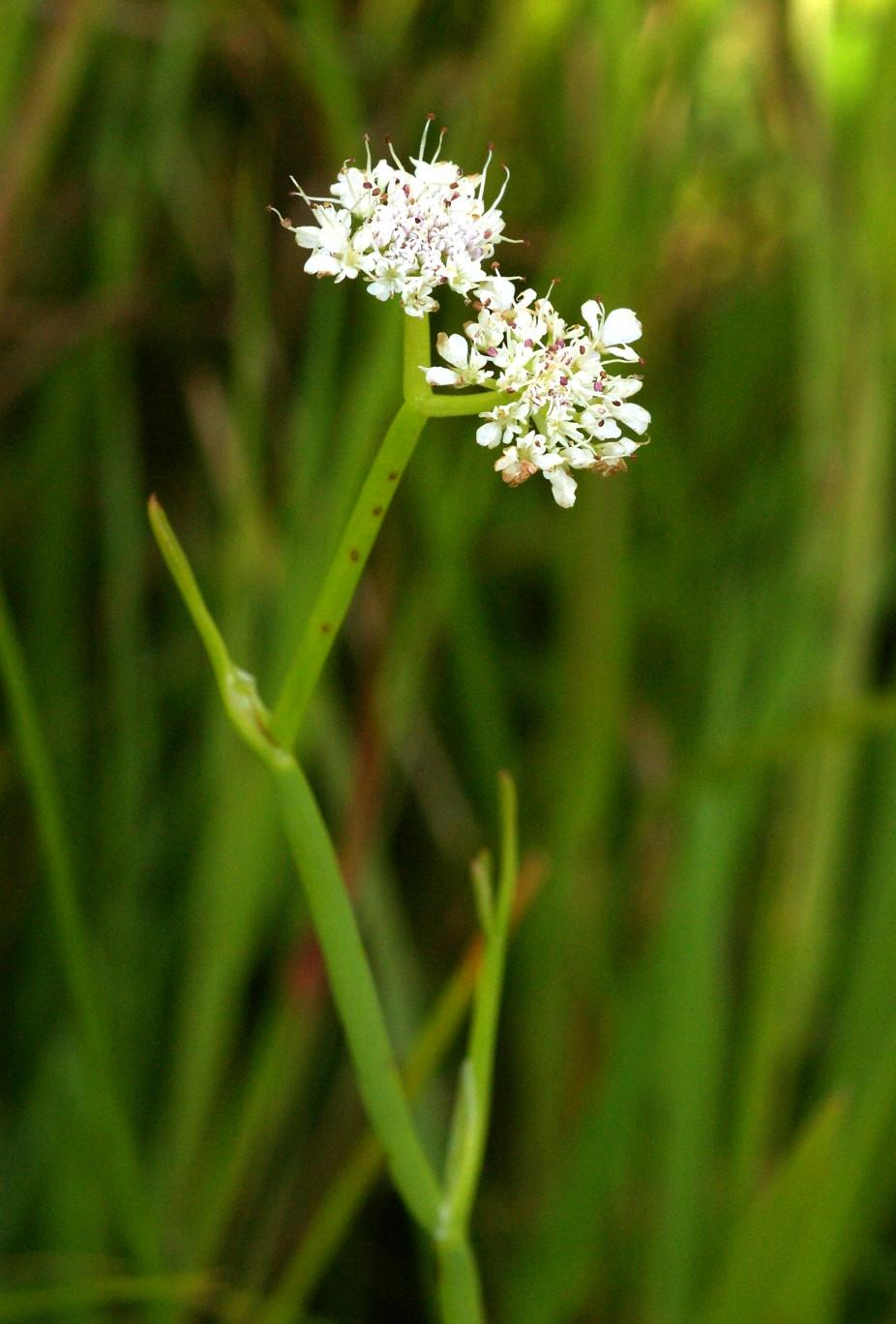
суцвіття
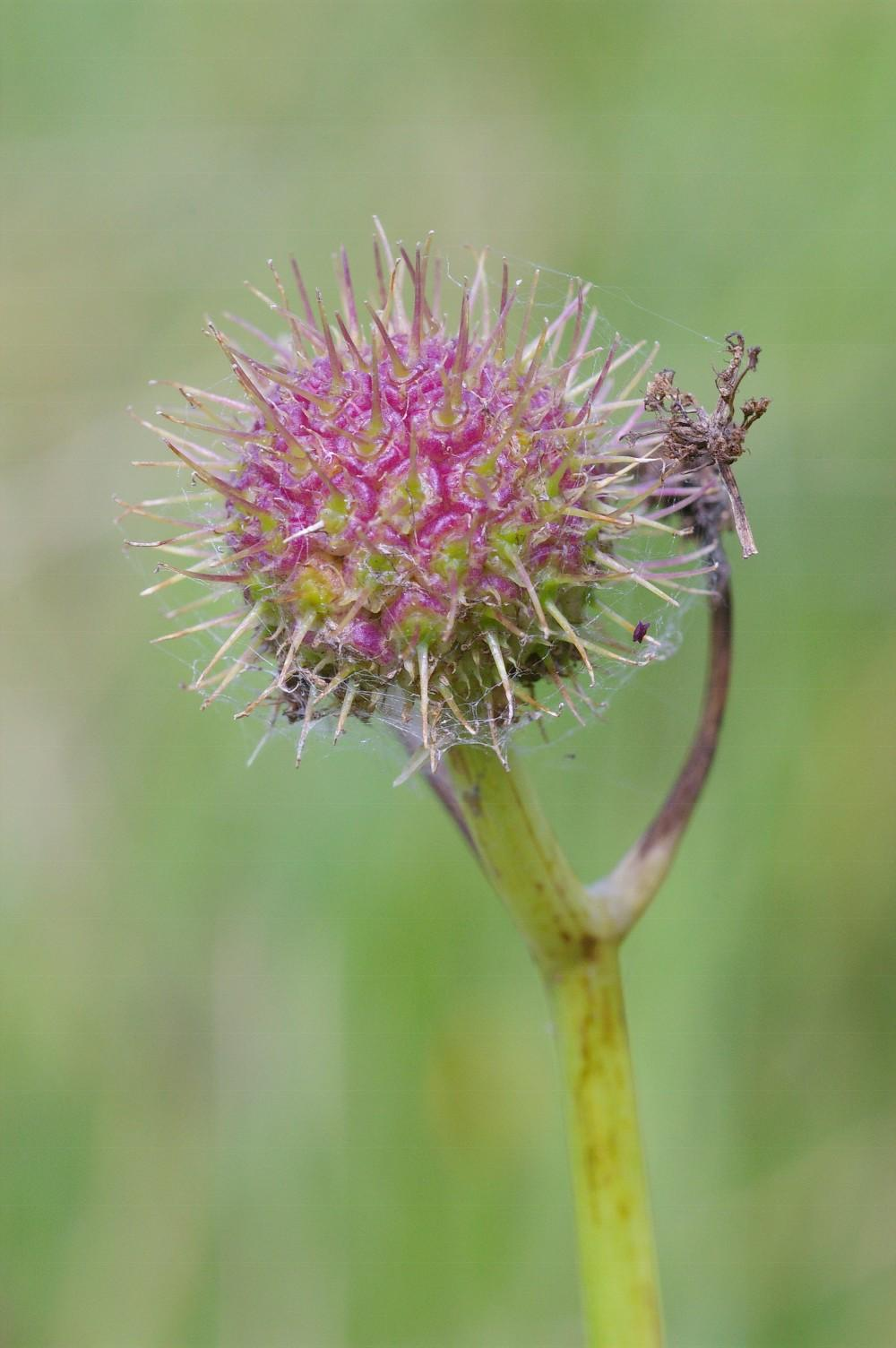
плоди
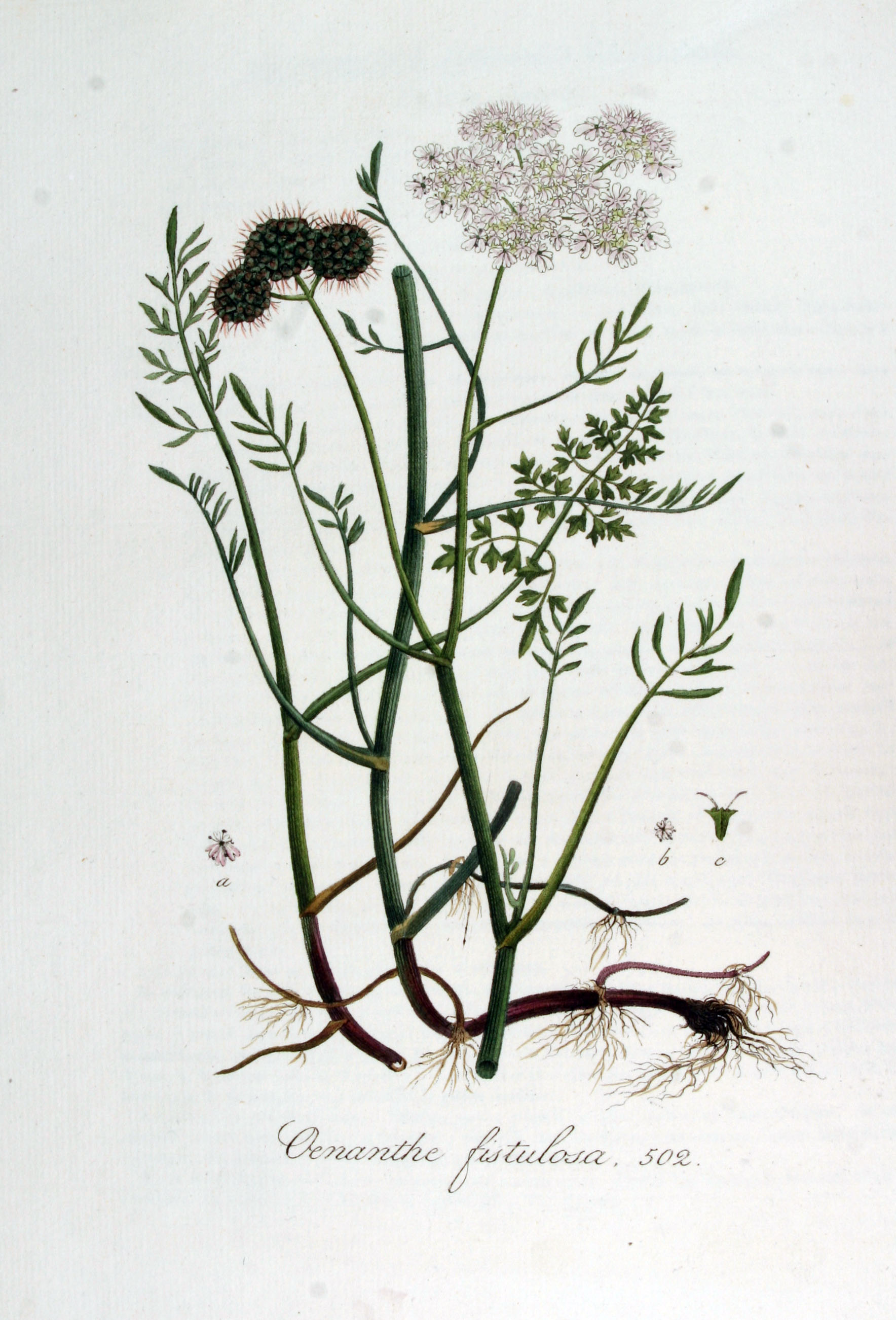
ілюстрація